# 无薪加班
无薪加班，也称为工资盗窃（英語：Wage theft）指的是雇主未依法律規定與勞動契約支付雇员正当收入，形式多种多样，其中主要有不支付加班费，违反最低工资标准，将雇员归为临时工，非法克扣工资，强迫员工下班后加班，完全不支付工资等等。
在美国，无薪加班的情况很普遍，非法移民群体和低收入群体更常遭遇无薪加班。一项2014年发布的调查报告表明，美国国内的雇主通过让员工无薪加班，每年少发放的工资达数十亿美元。
根據美國《公平勞動標準法》，勞工加班必須為工資的1.5倍。但是文員、行政人員和專業人士獲得豁免，不適用於八小时工作制且沒有資格獲取加班費。